# 외르크 피들러
외르크 피들러(독일어: Jörg Fiedler, 1978년 2월 21일~)는 독일의 펜싱 선수로 주 종목은 에페이다. 그는 2004년 하계 올림픽에 참여하여 남자 에페 단체전에서 동메달을 목에 걸었다. 그는 2012년 하계 올림픽에도 참여하였고, 남자 에페 개인전에 출전하였다. 그는 32강에서 미국의 소런 톰프슨을 15-4, 16강에서 네덜란드의 바스 페르베일런을 15-8이라는 큰 점수차로 이기고 8강에 진출하였다. 그러나, 그는 8강에서 대한민국의 정진선에게 패하며 메달권 진입에 실패하였다.

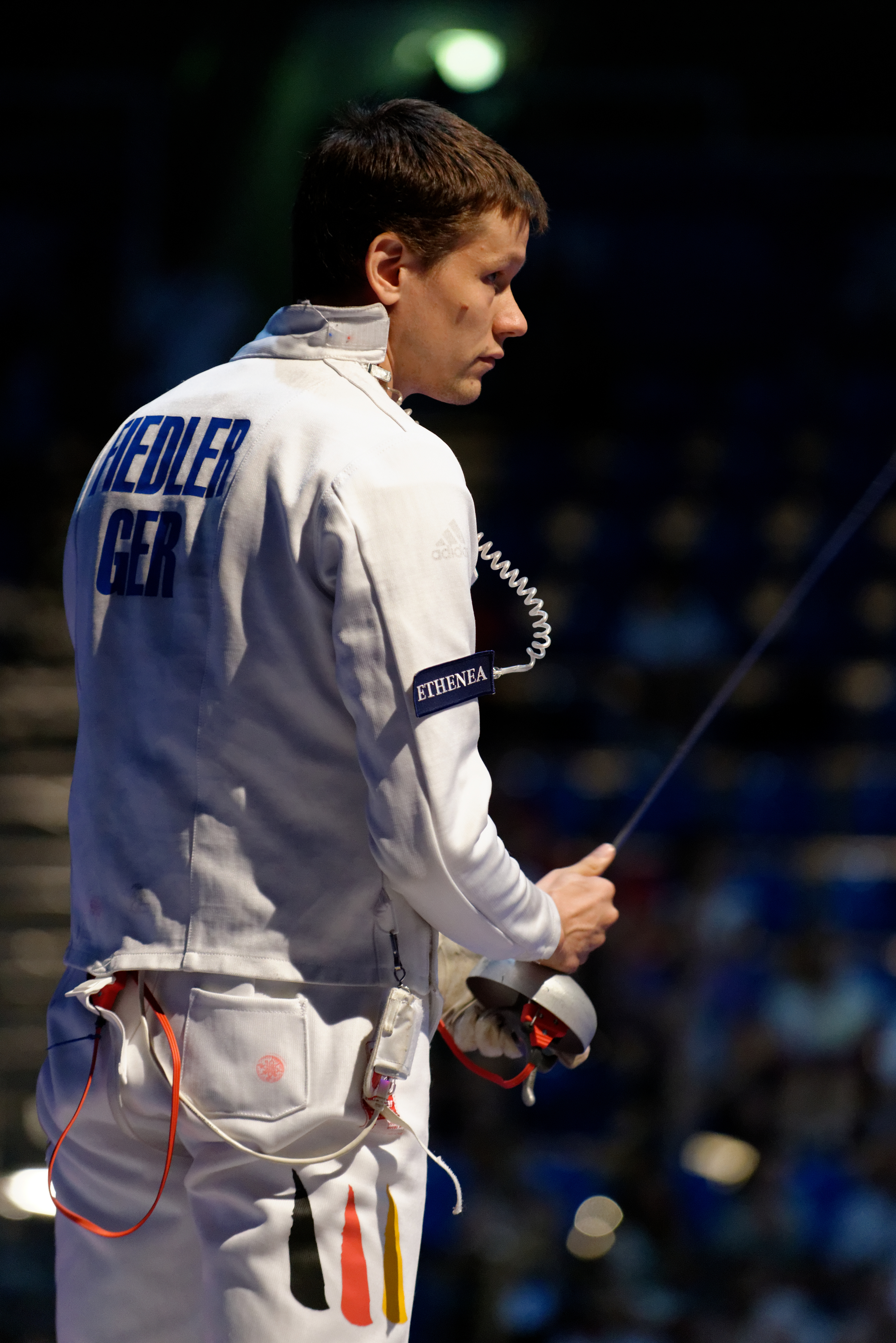
2013년 세계 선수권 대회 당시의 피들러